# Asthenocnemis stephanodera
Asthenocnemis stephanodera är en trollsländeart som beskrevs av Maurits Anne Lieftinck 1949. Asthenocnemis stephanodera ingår i släktet Asthenocnemis och familjen flodflicksländor. Inga underarter finns listade i Catalogue of Life.